# Аэродромный огонь
Аэродромный огонь (огонь) — световой прибор с заданной кривой светораспределения, предназначенный для формирования светового сигнала пилоту воздушного судна. Правильное освещение на аэродромах имеет основополагающее значение для осуществления безопасной посадки и взлёта ночью и при плохих погодных условиях. Огни также используются, чтобы выделить важные участки аэродрома (взлётной полосы). 
Различают заградительные аэродромные огни красного цвета, или белые маячки, которыми обозначаются самые высокие края аэродромных сооружений (трубы котельные, осветительные и антенные мачты, локаторы и т.п.) и огни светосигнальных систем (ССА) — красный, зеленый, желтый, синий цвета и прозрачные.
Составляющие огня СС: забивающаяся в землю игла (заострённый стальной уголок) или тяжёлая круглая подставка (для прожекторных огней светосигнальной системы большой интенсивности), на которые крепятся корпуса огней; стойка (стальная трубка), тарелка с винтами для регулировки угла наклона огня, светофильтр, заглушка (для прожекторных огней- отражатель ), линза (диоптрия), накрывной колпак (для местности с частыми ветрами, следовательно и пылью), конус, лампа, гибкий кабель с разъёмом.
Линзы (диоптрии) огней делятся на симметричные — огонь кругового излучения, полуасимметричные диоптрии — лучи преимущественно направлены в одну сторону под определённым углом к горизонту (обычно 3 градуса) и асимметричные линзы — лучи направлены преимущественно в две противоположные стороны под определёнными углами.
Все конструктивные особенности огней светосигнальных систем (ломка муфта, мягкий алюминиевый корпус, специальное хрупкое стекло линзы и накрывного колпака) рассчитаны на то, чтобы во время непредсказуемого события (аварийная посадка, выкат воздушного судна за пределы взлётной полосы и т.д.), легко смялся, не образовал обломков стекла и металла с острыми краями и тем самым не повредил воздушное судно. К лампочкам аэродромных огней существуют следующие основные требования: повышенная световая отдача, высокая и регулируемая яркость, ударопрочность и вибрационная выносливость (они должны выдерживать двигание[уточнить], возникающее при взлёте и посадке воздушных судов), надёжность (повышенный срок работы), способность работать при сильном колебании температур, также они имеют более удобные цоколи характерных форм для мгновенной фокусировки лампы — все это направлено на уменьшение эксплуатационных расходов. Многие эти свойства характерны для современных светодиодных ламп (СЛ), которые будут постепенно менять устаревшие лампы накаливания (ЛР). Для сравнения: световая отдача СЛ достигает 150 люмен на ватт, а ЛР –15 лм/вт, срок работы СЛ до 50000 часов, ЛР до 1000—3000  часов в зависимости от условий использования. Во многих случаях светодиодные лампочки не требуют сложной пускорегулирующей аппаратуры . В начале 2000 года, самыми современными аэродромными лампами были галогеновые, с ксеноновым наполнителем и инфракрасными отражателями, которые имеют очень маленькие размеры и большую яркость и выпускаются мощностью от 30 до 200 ватт .
Аэродромные огни питаются переменным током постоянной амплитуды от тиристорных регуляторов Constant Current Regulator[уточнить] мощностью 4-30 кВт, имеющих элементы защиты. В современных (2020-е) ССА широко применяются светодиодные LED Lights белого, зелёного, красного цветов с током потребления до 6,6 А, ресурсом до 50 000 часов и яркостью до 20 000 кандел.
Также используются плазменные лампы Plasma flat lamp (PFL) со сроком годности до 70 000 часов, размером до 24 дюймов по диагонали и яркостью до 15 000 кд/м. кв. Светодиодные огни с солнечной подзарядкой Solar LED широко применяются на ЗПС и РД.
Управление огнями с борта ЛА может осуществляться с помощью наземного приёмника - декодера L-854FM, который принимает сигнал от самолёта в диапазоне 118-136 МГц.

## Индикатор направления захода на посадку
Индикатор точного захода на посадку состоит из набора (четыре огня) в линии, перпендикулярной взлетно-посадочной полосе, как правило, помещается слева от ЗПС. Они имеют аналогичную цель, что и основные огни глиссады, но дополнительные фары служат, чтобы показать пилоту, как далеко от глиссады находится этот самолёт.
Когда пилот видит два белых и два красный цвета, самолёт находится на правильной глиссаде для посадки, как правило, 3,0°. Три красных огня (один белый - три красных) указывают, что воздушное судно расположено несколько ниже глиссады (2,8°), в то время, если пилот видит четыре красных огня, воздушное судно находится значительно ниже глиссады (< 2,5°). С другой стороны, три белых огня (три белых — один красный) указывают, что воздушное судно находится чуть выше глиссады (3,2°), и наконец, четыре белых огня показывают, что самолёт находится значительно выше глиссады ( >3,5°).
В большинстве больших аэропортов используют эту систему.

## См. раздел также
- Аэропорт
- Светофильтр
- Светодиодная лампа
- Галогеновая лампа